# Lista över medaljörer vid olympiska vinterspelen 1948
Det här är en lista över medaljörer vid olympiska vinterspelen 1948.

## Alpin skidåkning

### Herrar
| Gren        | Guld                 | Silver              | Brons                                 |
| Störtlopp   | Henri Oreiller (FRA) | Franz Gabl (AUT)    | Rolf Olinger (SUI) Karl Molitor (SUI) |
| Slalom      | Edy Reinalter (SUI)  | James Couttet (FRA) | Henri Oreiller (FRA)                  |
| Kombination | Henri Oreiller (FRA) | Karl Molitor (SUI)  | James Couttet (FRA)                   |

### Damer
| Gren        | Guld                   | Silver                 | Brons                 |
| Störtlopp   | Hedy Schlunegger (SUI) | Trude Beiser (AUT)     | Resi Hammerer (AUT)   |
| Slalom      | Gretchen Fraser (USA)  | Antoinette Meyer (SUI) | Erika Mahringer (AUT) |
| Kombination | Trude Beiser (AUT)     | Gretchen Fraser (USA)  | Erika Mahringer (AUT) |

## Backhoppning
| Gren         | Guld                   | Silver              | Brons                        |
| Backhoppning | Petter Hugsted · Norge | Birger Ruud · Norge | Thorleif Schjelderup · Norge |

## Bob
| Gren       | Guld                                                                  | Silver                                                                          | Brons                                                              |
| Två-manna  | Schweiz Schweiz II Felix Endrich Friedrich Waller                     | Schweiz Schweiz I Fritz Feierabend Paul Eberhard                                | USA USA II Frederick Fortune Schuyler Carron                       |
| Fyra-manna | USA USA II Francis Tyler Patrick Martin Edward Rimkus William D'Amico | Belgien Belgien I Max Houben Freddy Mansveld Louis-Georges Niels Jacques Mouvet | USA USA I James Bickford Thomas Hicks Donald Dupree William Dupree |

## Hastighetsåkning på skridskor
| Gren         | Guld                 | Silver                                                            | Brons               |
| 500 meter    | Finn Helgesen (NOR)  | Ken Bartholomew (USA) Thomas Byberg (NOR) Robert Fitzgerald (USA) |                     |
| 1 500 meter  | Sverre Farstad (NOR) | Åke Seyffarth (SWE)                                               | Odd Lundberg (NOR)  |
| 5000 meter   | Reidar Liaklev (NOR) | Odd Lundberg (NOR)                                                | Göthe Hedlund (SWE) |
| 10 000 meter | Åke Seyffarth (SWE)  | Lassi Parkkinen (FIN)                                             | Pentti Lammio (FIN) |

## Ishockey
| Plats  | Lag             | Spelare |
| Guld   | Kanada          | Murray Dowey, Bernard Dunster, Jean Gravelle, Patrick Guzzo, Walter Halder, Thomas Hibberd, Henri-André Laperrière, John Lecompte, George Mara, Albert Roméo Renaud, Reginald Schroeter, Irving Taylor                                                                                            |
| Silver | Tjeckoslovakien | Vladimír Bouzek, Gustav Bubník, Jaroslav Drobný, Přemysl Hajný, Zdeněk Jarkovský, Vladimír Kobranov, Stanislav Konopásek, Bohumil Modrý, Miloslav Pokorný, Václav Roziňák, Miroslav Sláma, Karel Stibor, Vilibald Šťovík, Ladislav Troják, Josef Trousílek, Oldřich Zábrodský, Vladimír Zábrodský |
| Brons  | Schweiz         | Hans Bänninger, Alfred Bieler, Heinrich Boller, Ferdinand Cattini, Hans Cattini, Hans Dürst, Walter Paul Dürst, Emil Handschin, Werner Lohrer, Heini Lohrer, Reto Perl, Ulrich Poltera, Gebhard Poltera, Beat Rüedi, Otto Schubiger, Bibi Torriani, Hans-Martin Trepp                             |

## Konståkning
| Gren          | Guld                                   | Silver                         | Brons                                     |
| Singel herrar | Dick Button (USA)                      | Hans Gerschwiler (SUI)         | Edi Rada (AUT)                            |
| Singel damer  | Barbara Ann Scott (CAN)                | Eva Pawlik (AUT)               | Jeannette Altwegg (GBR)                   |
| Par           | Micheline Lannoy Pierre Baugniet (BEL) | Andrea Kékesy Ede Király (HUN) | Suzanne Morrow Wallace Diestelmeyer (CAN) |

## Längdskidåkning
| Gren           | Guld                                                                      | Silver                                                                      | Brons                                                            |
| 18 kilometer   | Martin Lundström Sverige                                                  | Nils Östensson Sverige                                                      | Gunnar Eriksson Sverige                                          |
| 50 kilometer   | Nils Karlsson Sverige                                                     | Harald Eriksson Sverige                                                     | Benjamin Vanninen Finland                                        |
| 4×10 kilometer | Sverige · Gunnar Eriksson · Martin Lundström · Nils Östensson · Nils Täpp | Finland · August Kiuru · Teuvo Laukkanen · Sauli Rytky · Lauri Silvennoinen | Norge · Erling Evensen · Olav Hagen · Reidar Nyborg · Olav Økern |

## Nordisk kombination
| Gren                | Guld                  | Silver                  | Brons                     |
| Nordisk kombination | Heikki Hasu · Finland | Matti Huhtala · Finland | Sven Israelsson · Sverige |

## Skeleton
| Gren   | Guld              | Silver            | Brons               |
| Herrar | Nino Bibbia (ITA) | John Heaton (USA) | John Crammond (GBR) |